# Desta Vida, Desta Arte
Desta Vida, Desta Arte é o quarto álbum de estúdio da cantora e compositora Marina, lançado em 1982.

## Faixas

### Lado A
1. Acho Que Dá
2. Depois me Diz
3. Mapa Mundi
4. É a Vida Que Diz
5. Este Ano

### Lado B
1. Meu Tempo
2. Noite e Dia
3. Essas Coisas Que eu Mal Sei
4. Nos Beijamos Demais
5. Emoções

Ficha Técnica
Produtor: Mazola
Direção Musical e Arranjos de todas as faixas: Marina e Pisca
Assistente de Produção: Eva C. Freitas e Antonio Foguete
Técnico de gravação: Andy Mills
Auxiliares de Gravação: Luis Guilherme, Marcos, Sergio Murilo, Julio e João
Engenheiro de Mixagem: Mazola e Andy Mills (nas faixas “Meu tempo”, “Este Ano” e “Nos Beijamos Demais”)
Assistente de Mixagem: Marina
Auxiliares de Mixagem: Júlio e Leco
Coordenação Gráfica: J. C. Mello
Arregimentador: Paschoal Perrota
Corte: Ivan Linsk
Capa: Oscar Ramos
Fotografias: Fotossíntese
Maquiagem: Carlos Prieto
Gravado nos estúdios da SIGLA – inverno de 1982